# Paralelo 20 sur
El paralelo 20 sur es un paralelo que está 20 grados al sur del plano ecuatorial de la Tierra.
Aquí el día dura 10 horas con 55 minutos en el solsticio de junio, y 13 horas con 21 minutos en el solsticio de diciembre.
Comenzando en el meridiano de Greenwich en la dirección este, el paralelo 20 sur pasa sucesivamente por:
| País, territorio o mar | Notas |
| ---------------------- | --- |
| Océano Atlántico       | |
| Namibia                | |
| Botsuana               | |
| Zimbabue               | |
| Mozambique             | |
| Océano Índico          | Canal de Mozambique |
| Madagascar             | |
| Océano Índico          | |
| Mauricio               | Atraviesa la parte norte de la isla |
| Océano Índico          | |
| Australia              | Australia Occidental Territorio del Norte Queensland                                                                                                 |
| Océano Pacífico        | Mar de Coral, pasando al sur de Marion Reef, Islas del Mar de Coral, de Australia                                                                    |
| Nueva Caledonia        | |
| Océano Pacífico        | Pasa entre las islas de Tanna y Anatom, Vanuatu Pasa entre las islas de Vatoa y Ono-i-Lau, Fiyi Pasa entre las islas del archipiélago Ha'apai, Tonga |
| Islas Cook             | Isla de Atiu |
| Océano Pacífico        | Pasa entre los atolones de Hereheretue y Anuanuraro, Polinesia Francesa Pasa entre los atolones de Ahunui y Vanavana, Polinesia Francesa             |
| Chile                  | |
| Paraguay               | |
| Perú                   | Cruza sus aguas territoriales, pero no pasa por su territorio continental                                                                            |
| Bolivia                | Corta extensión cerca de Puerto Busch |
| Brasil                 | Mato Grosso del Sur Minas Gerais Espírito Santo |
| Océano Atlántico       | |